# Volkswagen Transporter T1
Volkswagen T1 — автомобиль концерна Volkswagen, производившийся с 1950 по 1967 годы (по 1975 в Бразилии). Один из первых гражданских минивэнов. Автомобиль также стал лицом целой эпохи и, наряду со своим преемником T2, был очень популярен среди хиппи. Также известен как «хиппимобиль» или «сплитти».
Идея создания микроавтобуса Volkswagen пришла в голову голландцу Бену Пону, который в 1947 году нарисовал в своём блокноте первые эскизы T1. Эта мысль пришлась по вкусу генеральному директору VW Генриху Нордхоффу и в конце 1949 года Transporter впервые был представлен официально.

## Описание автомобиля
Первое поколение T1 начали выпускать в 1950 году. В первые месяцы с конвейера, расположенного в немецком городе Вольфсбурге, ежедневно сходило около 60 автомобилей. Transporter унаследовал трансмиссию от VW Beetle. Но в отличие от жука в T1 вместо рамы центрального туннеля использовался несущий кузов, опорой которого служила многозвенная рама. Первые Т1 могли перевозить груз весом не больше 860 килограммов, но выпускавшиеся с 1954 года автомобили могли взять на «борт» уже на 70 килограммов больше. Первые 4-цилиндровые двигатели с задним приводом пришли в T1 из Жука и имели мощность в 25 лошадиных сил. Позже на него ставились более современные двигатели, которые имели в себе от 30 до 44 л. с. На автомобиль устанавливались барабанные тормоза.
Дизайн автомобиля выделялся огромным логотипом VW и разделённым на две части лобовым стеклом. Стёкла на дверях водителя и пассажира были раздвижными.
8 марта 1956 года производство было налажено на новом заводе VW в Ганновере, где T1 производили до 1967 года, когда почти все страны мира увидели его преемника T2. Но на заводе Фольксвагена в бразильском городе Сан-Бернарду-ду-Кампу производство не заканчивалось до 1975 года, правда, бразильские T1 шли только на местный рынок.

## Модификации
- Платформенный грузовик с простой кабиной
- Платформенный грузовик с двойной кабиной
- Микроавтобусы с тремя дополнительными окнами с каждой стороны или без них
- Микроавтобус до девяти мест, включая водителя (13 окон, включая окна в двери)
- SambaBUS
- Специальные транспортные средства (скорая помощь, полиция и т. д.)
- Автомобили с высокой крышей
- Camper с кемпинговым оборудованием
- Со складной крышей и внутренней палаткой